# بمب‌گذاری انتحاری مارس ۲۰۱۶ حله
انفجار در حله انفجار تروریستی در ۶ مارس ۲۰۱۶ است که ایست و بازرسی «الآثار» در شمال شهر حله در عراق را مورد هدف قرار داد و داعش مسوولیت این انفجار انتحاری را پذیرفت. این انفجار دست کم ۷۰ کشته و ۶۰ زخمی برجای گذاشت و طبق گزارش افسری در پلیس حله حدود ۳۰ ماشین آتش گرفت. پیش از این هم در سال ۲۰۰۷ م یکبار این ایست و بازرسی مورد حمله قرار گرفت که ۲۰۰ کشته و زخمی برجای گذاشت.